# إيفان فوربس
إيفان فوربس (1 ديسمبر 1986 في البرتغال - ) هو لاعب كرة قدم برتغالي في مركز الوسط. لعب مع نادي بافوس وهافانت أند ووترلوفيل وAkritas Chlorakas ‏ وDorchester Town F.C. ‏ وAEK Kouklia ‏ وLondon Tigers F.C. ‏.

## وصلات خارجية
- إيفان فوربس على موقع قاعدة بيانات كرة القدم.إي يو (الإنجليزية)
- إيفان فوربس على موقع Soccerway.com (الإنجليزية)